# Judesjön
Judesjön är en sjö i Härnösands kommun i Ångermanland och ingår i Ångermanälven-Gådeåns kustområde. Sjön har en area på 0,159 kvadratkilometer och ligger 79,1 meter över havet.

## Delavrinningsområde
Judesjön ingår i det delavrinningsområde (697096-159928) som SMHI kallar för Inloppet i Bysjön. Medelhöjden är 139 meter över havet och ytan är 15,59 kvadratkilometer. Räknas de 21 avrinningsområdena uppströms in blir den ackumulerade arean 113,69 kvadratkilometer. Avrinningsområdets utflöde Utansjöån (Svanabäcken) mynnar i havet. Avrinningsområdet består mestadels av skog (70 procent), öppen mark (13 procent) och jordbruk (12 procent). Avrinningsområdet har 0,16 kvadratkilometer vattenytor vilket ger det en sjöprocent på 1 procent.